# Bloodbath Kavkaz
Bloodbath Kavkaz — компьютерная игра в жанре шутемапа, разработанная российской студией Dagestan Technology в 2015 году для платформы PC. Игра получила крайне негативные отзывы от критиков.

## Оценки
| Сводный рейтинг       | Сводный рейтинг |
| Агрегатор             | Оценка          |
| --------------------- | --------------- |
| «Критиканство»        | 22/100          |
| Русскоязычные издания |                 |
| Издание               | Оценка          |
| PlayGround.ru         | 2,0/10          |
| Riot Pixels           | 1 %             |
| «Игромания»           | 1,0/10          |

Игра получила крайне негативные отзывы. Random Phobosis из Riot Pixels оценил игру на 1 %. В своём обзоре он в ироническом сравнении с Hotline Miami 2 критикует Bloodbath Kavkaz за нестабильность игры, в частности, за нередкие вылеты при попытке запуска игры, за плохую реализацию стрельбы, медлительность игрового процесса, внутриигровые ошибки, визуальное оформление.
Летом 2018 года, благодаря уязвимости в защите Steam Web API, стало известно, что точное количество пользователей сервиса Steam, которые играли в игру хотя бы один раз, составляет 220 075 человек.